# Finlandia Foothills
Finlandia Foothills är en kulle i Antarktis. Den ligger i Västantarktis. Argentina, Chile och Storbritannien gör anspråk på området. Toppen på Finlandia Foothills är 1 130 meter över havet, eller 155 meter över den omgivande terrängen. Bredden vid basen är 3,1 km.
Terrängen runt Finlandia Foothills är huvudsakligen kuperad, men norrut är den platt. Trakten är obefolkad. Det finns inga samhällen i närheten.